# Anthony Uribe
Anthony Chelín Uribe Francia, noto semplicemente come Anthony Uribe (La Guaira, 24 ottobre 1990), è un calciatore venezuelano, attaccante del Dep. La Guaira.

## Caratteristiche tecniche
È un centravanti.

## Carriera
Nel 2018 con lo Zamora FC ha vinto la Primera División, laureandosi capocannoniere del torneo.
Il 7 gennaio 2019 viene ceduto in prestito con opzione di acquisto al Belgrano.

## Palmarès

### Club

#### Competizioni nazionali
- Campionato venezuelano: 4

Zamora FC: 2018
Deportivo Táchira: 2021, 2023 2024
- Copa Bicentenaria: 1

Zamora FC: 2018

### Individuale
- Capocannoniere della Primera División: 1

2018 (16 gol)